# Saint-Christophe-sur-Guiers
Saint-Christophe-sur-Guiers és un municipi francès situat al departament de la Isèra i a la regió d'Alvèrnia-Roine-Alps. L'any 2007 tenia 773 habitants.

## Demografia

### Població
El 2007 la població de fet de Saint-Christophe-sur-Guiers era de 773 persones. Hi havia 296 famílies de les quals 72 eren unipersonals (40 homes vivint sols i 32 dones vivint soles), 92 parelles sense fills, 124 parelles amb fills i 8 famílies monoparentals amb fills.
La població ha evolucionat segons el següent gràfic:
Habitants censats

### Habitatges
El 2007 hi havia 444 habitatges, 304 eren l'habitatge principal de la família, 99 eren segones residències i 41 estaven desocupats. 429 eren cases i 15 eren apartaments. Dels 304 habitatges principals, 268 estaven ocupats pels seus propietaris, 30 estaven llogats i ocupats pels llogaters i 6 estaven cedits a títol gratuït; 8 tenien dues cambres, 45 en tenien tres, 91 en tenien quatre i 160 en tenien cinc o més. 233 habitatges disposaven pel capbaix d'una plaça de pàrquing. A 127 habitatges hi havia un automòbil i a 158 n'hi havia dos o més.

### Piràmide de població
La piràmide de població per edats i sexe el 2009 era:
| Homes | Edats   | Dones |
| ----- | ------- | ----- |
| 0     | 95 o +  | 0     |
| 0     | 90 a 94 | 0     |
| 0     | 85 a 89 | 4     |
| 0     | 80 a 84 | 8     |
| 16    | 75 a 79 | 12    |
| 32    | 70 a 74 | 32    |
| 8     | 65 a 69 | 28    |
| 20    | 60 a 64 | 12    |
| 20    | 55 a 59 | 12    |
| 44    | 50 a 54 | 12    |
| 36    | 45 a 49 | 32    |
| 16    | 40 a 44 | 24    |
| 28    | 35 a 39 | 36    |
| 8     | 30 a 34 | 16    |
| 20    | 25 a 29 | 12    |
| 4     | 20 a 24 | 32    |
| 28    | 15 a 19 | 24    |
| 32    | 10 a 14 | 28    |
| 28    | 5 a 9   | 8     |
| 12    | 0 a 4   | 4     |

## Economia
El 2007 la població en edat de treballar era de 491 persones, 384 eren actives i 107 eren inactives. De les 384 persones actives 356 estaven ocupades (191 homes i 165 dones) i 28 estaven aturades (13 homes i 15 dones). De les 107 persones inactives 42 estaven jubilades, 37 estaven estudiant i 28 estaven classificades com a «altres inactius».

### Ingressos
El 2009 a Saint-Christophe-sur-Guiers hi havia 307 unitats fiscals que integraven 780 persones, la mediana anual d'ingressos fiscals per persona era de 18.175 €.

### Activitats econòmiques
Dels 29 establiments que hi havia el 2007, 1 era d'una empresa extractiva, 2 d'empreses alimentàries, 1 d'una empresa de fabricació d'elements pel transport, 3 d'empreses de fabricació d'altres productes industrials, 7 d'empreses de construcció, 7 d'empreses de comerç i reparació d'automòbils, 2 d'empreses d'hostatgeria i restauració, 1 d'una empresa immobiliària, 3 d'empreses de serveis i 2 d'entitats de l'administració pública.
Dels 10 establiments de servei als particulars que hi havia el 2009, 4 eren tallers de reparació d'automòbils i de material agrícola, 1 fusteria, 3 lampisteries i 2 electricistes.
L'únic establiment comercial que hi havia el 2009 era una fleca.
L'any 2000 a Saint-Christophe-sur-Guiers hi havia 8 explotacions agrícoles que ocupaven un total de 252 hectàrees.

## Equipaments sanitaris i escolars
El 2009 hi havia 1 escola maternal i 1 escola elemental.

## Poblacions més properes
El següent diagrama mostra les poblacions més properes.